# 拉特蘭 (麻薩諸塞州普查規定居民點)
拉特蘭（英語：Rutland）是位於美國麻薩諸塞州烏斯特縣的一個普查規定居民點。

## 人口
根據2020年美國人口普查的數據，拉特蘭的面積為8.27平方千米，當中陸地面積為7.66平方千米，而水域面積為0.60平方千米。當地共有人口2179人，而人口密度為每平方千米263.48人。